# Фомин, Михаил Сергеевич
Михаи́л Серге́евич Фоми́н (25 сентября 1923, Бондюжский, Бондюжский сельсовет, Кураковская волость, Елабужский кантон, Татарская АССР, РСФСР, СССР — 7 июля 1943, Поныровский район, СССР) — участник Великой Отечественной войны, наводчик орудия 2-го дивизиона 159-го гвардейского Краснознамённого артиллерийского полка 75-й гвардейской стрелковой дивизии 17-го гвардейского стрелкового корпуса 13-й армии Центрального фронта, Герой Советского Союза, гвардии сержант.

## Биография
М. С. Фомин родился 25 сентября 1923 года в посёлке Бондюжский (Бондюга, Бондюжск) Елабужского кантона Татарской АССР (ныне город Менделеевск в Татарстане) в рабочей семье. По национальности русский. По окончании средней школы работал на заводе в пожарной охране.
В Красной Армии с 1942, с этого же года на фронтах Великой Отечественной войны.
Участник обороны Сталинграда, награждён орденом Отечественной войны 1-й степени. В наградном листе, подписанном командиром 159-го артполка майором Лёвкиным Н. А., отмечается: 

За период боёв за Сталинград, тов. Фомин показал себя смелым, хорошо знающим своё дело наводчиком орудия. 19.10.42 года в районе завода «Баррикады» из своего орудия он уничтожил пять танков и три наблюдательных пункта противника. 22.10.42 года в том же районе уничтожил две миномётных батареи, четыре автомашины с пехотой и четыре ДЗОТа противника. На каждую цель расходует не более 10-12 снарядов.
Комсомолец гвардии сержант Фомин М. С. особо отличился в боях на Курской дуге в районе станции Поныри. В своих воспоминаниях командир 159-го гвардейского Краснознамённого артполка Левкин Н. А. написал:

Все ожидали появления новых немецких танков — «тигров», и поэтому особое внимание было обращено на противотанковую оборону, 2-я батарея была поставлена на прямую наводку против танков в 1 км южнее ст. Поныри.
Началось большое наступление фашистов. Преодолев первую полосу нашей обороны, танки противника вышли к артиллерийским позициям. Их средние танки были в 800—1000 метрах от батареи. Командир орудия Малафеев, наводчик Фомин открывают огонь и каждым выстрелом подбивают подряд 5 танков.
На западной окраине ст. Поныри появляются «тигры». Переносным огнём подбиты ещё 2 танка. Немцы открывают по нашим огонь из орудия. Малафеев одним выстрелом уничтожает его.
Это была отменная работа всего двух человек под огнём противника. Стрелковое подразделение, находившееся рядом в траншее, восхищалось их подвигом. Немецкие танки не прошли.

На следующий день батарея была поставлена на безопасную позицию. Шальной немецкий снаряд разорвался у орудия и командир Малафеев был тяжело ранен, наводчик Фомин убит.
Указом Президиума Верховного Совета СССР от 7 августа 1943 года за образцовое выполнение боевых заданий командования на фронте борьбы в немецкими захватчиками и проявленные при этом отвагу и геройство наводчику орудия 159-го гвардейского артполка 75-й гвардейской дивизии гвардии сержанту Фомину Михаилу Сергеевичу присвоено звание Героя Советского Союза.
Гвардии старшина Малафеев В. А. был награждён орденом Ленина.
Фомин М. С. похоронен в селе Нижнесмородино , Поныровский район Курской области.

## Награды
- Медаль «Золотая Звезда» Героя Советского Союза;
- орден Ленина;
- орден Отечественной войны 1-й степени;
- медаль «За оборону Сталинграда».

## Память
- Одна из улиц города Менделеевска названа именем М. С. Фомина, на Аллее Героев установлен его бюст.
- Имя Героя носила пионерская дружина школы № 1 города Менделеевска в Татарстане.
- Одна из новых улиц города Курска носит имя отважного артиллериста.
- В учебном центре Сухопутных войск Вооруженных сил Украины «Десна» установлен бюст Героя[8].
- В посёлке Поныри Курской области создан мемориальный комплекс, в котором установлена стела с именем и портретом М. С. Фомина[9].
- В Елабужском Институте КФУ имеется студенческий отряд проводников имени М. С. Фомина "Миллениум"